# Zhu Yingwen
Zhu Yingwen, 朱 颖文, Zhū Yíngwén, (* 9. September 1981 in Shanghai) ist eine chinesische Freistil-Schwimmerin. Ihr größter Erfolg war die Silbermedaille mit der 4-mal-200-Meter-Freistilstaffel bei den Olympischen Sommerspielen 2004 in Athen. Zhu Yingwen gehörte zum chinesischen Kader für die Olympischen Sommerspiele 2008 in Peking.

## Karriere
Zhu Yingwen nahm an den Olympischen Sommerspielen 2004 in Athen teil. Dort gewann sie mit der 4-mal-200-Meter-Freistilstaffel die Silbermedaille. Daneben konnte Zhu Yingwen mit der 4-mal-100-Meter-Lagenstaffel Platz vier und mit der 4-mal-100-Meter-Freistilstaffel Platz acht erreichen. Sie startete zudem über die 50 Meter Freistil, kam mit einer Zeit von 26,45 Sekunden aber nicht über den Vorlauf hinaus. Bei den Schwimmweltmeisterschaften 2005 in Montreal gewann sie Bronze über die 50 Meter Freistil in 24,91 Sekunden und mit der 4-mal-200-Meter-Freistilstaffel. Mit der 4-mal-100-Meter-Lagenstaffel konnte sich Zhu Yingwen auf Rang vier, mit der 4-mal-100-Meter-Freistilstaffel auf Rang sechs platzieren. Zwei Jahre später, bei den Schwimmweltmeisterschaften 2007 in Melbourne, erreichte sie mit der 4-mal-100-Meter-Freistilstaffel Platz sieben. Im Vorlauf über die 50 Meter Freistil wurde Zhu Yingwen disqualifiziert. Sie war Mitglied der chinesischen Mannschaft für die Olympischen Sommerspiele 2008 in Peking und startete dort über die 50 und 100 Meter Freistil.